# Lords of Chaos: The Bloody Rise of the Satanic Metal Underground
Lords of Chaos: The Bloody Rise of the Satanic Metal Underground es un libro escrito por Michael Moynihan y Didrik Søderlind, publicado en 1998. Relata sucesos ocurridos en el marco de la escena del black metal noruego a comienzos de la década de 1990, incluyendo la quema de las iglesias y los asesinatos ocurridos durante esa época. Una adaptación del libro a la gran pantalla fue dirigida por Jonas Åkerlund en 2018, con la participación de Rory Culkin, Sky Ferreira y Emory Cohen. El libro ha sido objeto de controversia sobre las supuestas tendencias políticas del autor Michael Moynihan, aunque Moynihan se ha encargado de negar estas acusaciones.

## Recepción
Lords of Chaos ha recibido reseñas mixtas. Varios críticos han elogiado su visión informativa o al menos interesante sobre una subcultura relativamente oscura. Otros han criticado la percepción de falta de neutralidad, especialmente grupos y figuras que acusan a Moynihan de simpatizar con la derecha política, cargos que Moynihan ha negado constantemente.